# Ходыкин, Григорий Гаврилович
Григорий Гаврилович Ходыкин (1863 — ?) — крестьянин, член Государственной думы II созыва от Воронежской губернии.

## Биография
Крестьянин. Обучался дома, получил начальное образование. Занимался земледелием на своём наделе. Во время выборов в Думу был беспартийным.
6 февраля 1907 года избран в Государственную думу II созыва от общего состава выборщиков Воронежского губернского избирательного собрания. Вошёл в состав Трудовой группы и фракции Крестьянского союза. Не выступал с трибуны 2-й Государственной Думы. Не принимал участия в работе думских комиссий.
Детали дальнейшей судьбы и дата смерти неизвестны.

### Архивы
- Российский государственный исторический архив. Фонд 1278. Опись 1 (2-й созыв). Дело 470; Дело 586. Лист 15,16.